# نادي أوروبا
نادي أوروبا لكرة القدم (Europa Football Club) هو نادي كرة قدم من جبل طارق، تأسس سنة 1925. يلعب النادي في دوري جبل طارق. كما هو الحال مع جميع الأندية الأخرى في الإقليم، يتشارك فريق يوروبا حاليا ملعب فيكتوريا في شارع ونستون تشرشل.

## الألقاب
- دوري جبل طارق

البطل (7): 1928–29، 1929–30، 1931–32، 1932–33، 1937–38، 1951–52، 2016–17
- دوري الدرجة الثانية

البطل: 2012–13
- كأس روك

البطل (6): 1938، 1946، 1950، 1951، 1952، 2017
- كأس جبل طارق

البطل: 2014–15
- كأس بيبي ريس

البطل: 2016–17

## وصلات خارجية
- الموقع الرسمي